# Henry Nelson O'Neil
Cet article possède un paronyme, voir O'Neill.
Henry Nelson O'Neil, né en 1817 à Saint-Pétersbourg en Russie et mort en 1880, est un peintre et écrivain anglais.

## Peintures
- Home Again, 1858, huile sur toile, 135 × 107cm[2], achetée par le Museum of London en 2004[3]
- An incident in Luther's monastic life at Erfurt, exposée à la Royal Academy, 1867[4]

## Littérature
- Satirical Dialogues, dedicated to Anthony Trollope, Chapman and Hall, 1870[5]

## Galerie

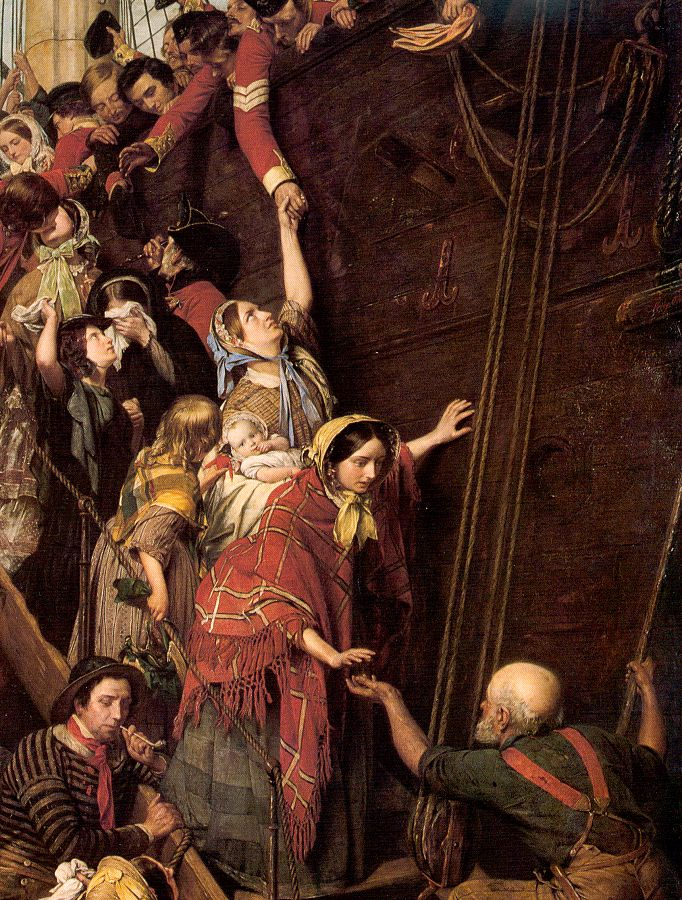
Eastward Ho! (1858)
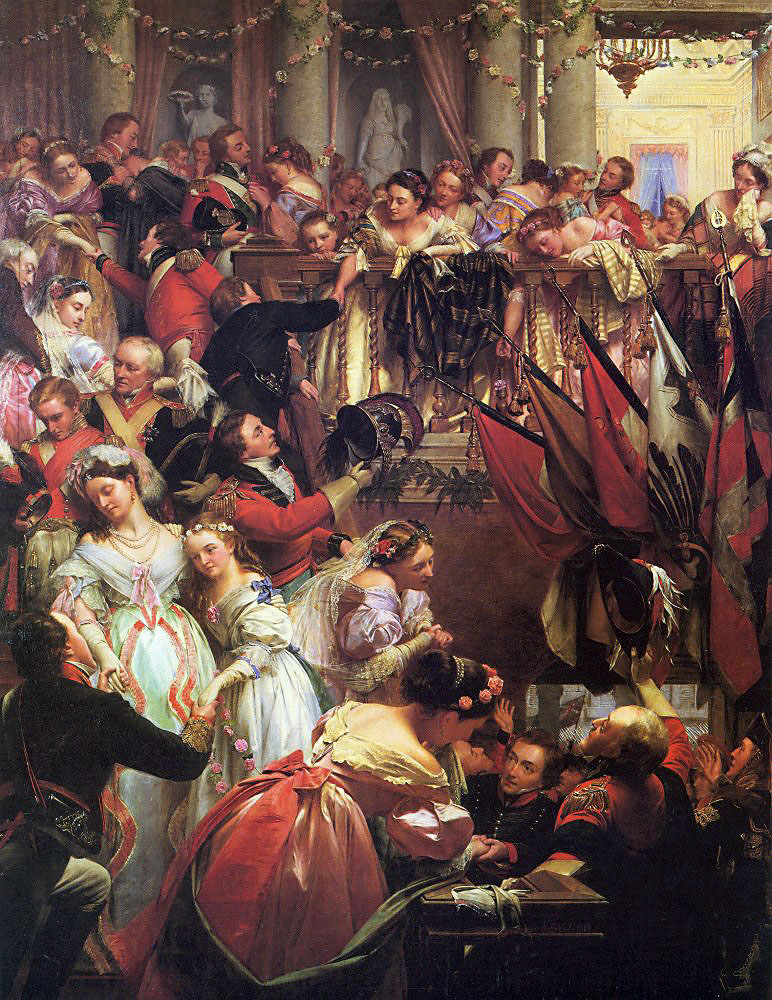
Before Waterloo (1868)
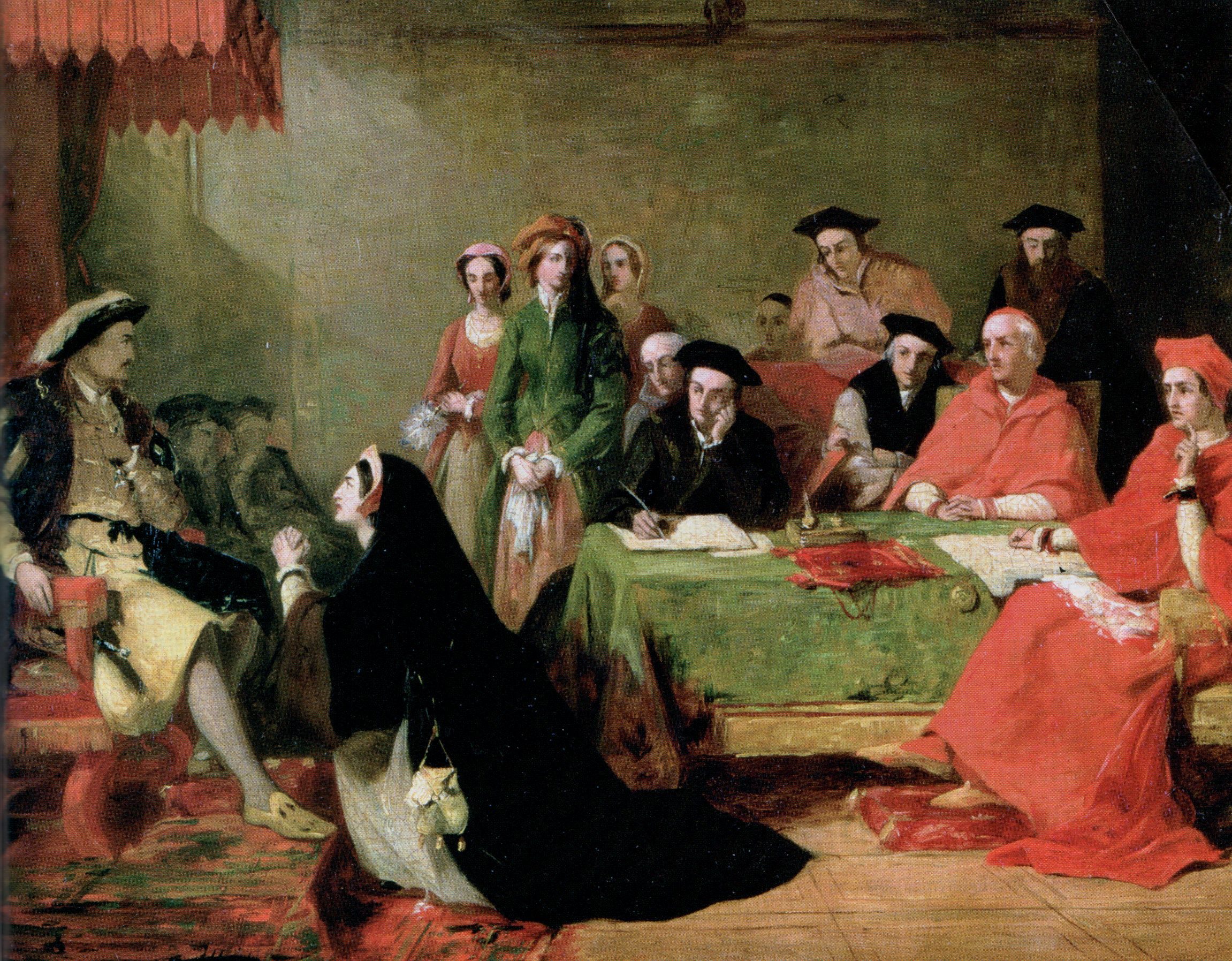
The Trial of Katherine of Aragon